# Hockey su pista ai I World Skate Games
Le competizioni di hockey su pista ai I World Skate Games si sono svolte dal 17 agosto al 9 settembre 2017 a Nanchino, in Cina

## Podi

### Uomini
| Evento          | Oro        | Argento    | Bronzo    |
| Torneo Senior   | Spagna     | Portogallo | Argentina |
| Torneo Under 20 | Portogallo | Spagna     | Italia    |

### Donne
| Evento        | Oro    | Argento   | Bronzo   |
| Torneo Senior | Spagna | Argentina | Germania |